# Micropeza
Micropeza (лат.) — род двукрылых из семейства ходуленожек (Micropezidae). Известно около 80 видов.

## Распространение
Представители рода зарегистрированы в Палеарктике (19 видов), Неарктике (20 видов) и Неотропической области (46 видов).

## Описание
Мухи среднего и крупного размера, длиной 1—2 см. Род Micropeza отличается от других родов Micropezidae наличием щетинок на катэпистернуме, рядом дорсальных щетинок на задних голенях, отсутствием ячейки bm-cu крыла и лобных щетинок. Неарктические Micropeza подразделяются на два подрода: Micropeza Meigen, 1803 и Neriocephalus Enderlein, 1922, которые различаются числом нотоплевральных щетинок и жилкованием крыла. Палеарктическая Micropeza не разделена на подроды, и виды с признаками Neriocephalus не зарегистрированы. Однако есть 3 вида, резко отличающихся от других палеарктических Micropeza, которые имеют длинные выступы на 5-м стерните брюшка самца и длинные волоски на средних и задних бедрах самца. Это послужило основанием для объединения этих видов в 1997 году в отдельный подрод Soosomyza.
У этих мух отсутствует поперечная борозда, разделяющая дискальные ячейки и вторую базальную ячейку крыла. Фронтоорбитальные сеты отсутствуют. Коста голая от основания до конца субкостальной жилки. Затылок сильно выдается вперед и снабжен поствертикальными щетинками. Четыре задние голени имеют небольшие щетинки.

## Классификация
Известно около 80 видов.
- Micropeza abnormis Cresson, 1938[6]
- Micropeza afghanistanica
- Micropeza albiseta
- Micropeza ambigua Cresson, 1908[7]
- Micropeza angustipennis
- Micropeza annulata
- Micropeza annulipes
- Micropeza annuliventris
- Micropeza appendiculata
- Micropeza argentiniensis
- Micropeza armipennis
- Micropeza atra Cresson, 1938[6]
- Micropeza atripes
- Micropeza atriseta
- Micropeza biannulata Cresson, 1926[8]
- Micropeza bilineata
- Micropeza bisetosa
- Micropeza bogotana
- Micropeza brasiliensis
- Micropeza brevipennis
- Micropeza breviradialis
- Micropeza californica
- Micropeza chillcotti
- Micropeza chiroptera Soares, Barros & Ale-Rocha, 2020[9]
- Micropeza cinerosa
- Micropeza cingulata
- Micropeza columbiana
- Micropeza compar Cresson, 1938[6]
- Micropeza corrigiolata (Linnaeus, 1767)[10]
- Micropeza dactyloptera Harterreiten-Souza, Sujii & Pujol-Luz, 2014[11]
- Micropeza distenta Cresson, 1926[8]
- Micropeza distincta
- Micropeza divisa
- Micropeza dorsalis
- Micropeza flava
- Micropeza forficuloides
- Micropeza grallatrix
- Micropeza hispanica
- Micropeza incisa
- Micropeza kawalli
- Micropeza kettaniae Ebejer, 2019[12]
- Micropeza lateralis
- Micropeza lilloi
- Micropeza limbata
- Micropeza lineata
- Micropeza littoralis
- Micropeza luteiventris
- Micropeza maculiceps
- Micropeza maculidorsum
- Micropeza marginata
- Micropeza mongolica
- Micropeza nigra
- Micropeza nigricornis
- Micropeza nigrina
- Micropeza nitidicollis
- Micropeza nitidor Cresson, 1938[6]
- Micropeza obscura
- Micropeza pallens
- Micropeza pectoralis
- Micropeza peruana
- Micropeza pilifemur
- Micropeza planula Cresson, 1926[8]
- Micropeza producta
- Micropeza reconditus
- Micropeza recta Cresson, 1926[8]
- Micropeza reuniens
- Micropeza ruficeps
- Micropeza sagittifer
- Micropeza setaventris
- Micropeza similis
- Micropeza simulans
- Micropeza soosi Ozerov, 1991[13]
- Micropeza stigmatica
- Micropeza subrecta Cresson, 1926[8]
- Micropeza sufflava
- Micropeza tabernilla Cresson, 1926[8]
- Micropeza tarsalis
- Micropeza texana Cresson, 1938[6]
- Micropeza thoracicum
- Micropeza tibetana
- Micropeza triannulata
- Micropeza turcana
- Micropeza unca
- Micropeza ventralis Cresson, 1930[14]
- Micropeza verticalis Cresson, 1930[14]